# Ecnomiohyla rabborum
Ecnomiohyla rabborum è una specie di rana, forse estinta, della famiglia Hylidae. Si trattava di rane relativamente grandi che abitavano le chiome delle foreste del Panama centrale. Come altri membri del genere Ecnomiohyla, erano in grado di planare allargando le loro enormi zampe anteriori e posteriori, completamente palmate, durante la discesa. I maschi della specie erano altamente territoriali e sorvegliavano le buche degli alberi piene d'acqua utilizzate per la riproduzione. Erano anche responsabili della custodia e della cura dei giovani e del nutrimento di questi. Era l'unica specie conosciuta di rana in cui i girini ricavavano nutrimento nutrendosi delle cellule della pelle dei loro padri.
La specie è stata scoperta nel 2005 e descritta formalmente nel 2008 da un team di erpetologi guidati da Joseph R. Mendelson III. È così chiamata in onore degli ambientalisti ed erpetologi George B. Rabb e Mary S. Rabb. Nel 2009 l'Unione internazionale per la conservazione della natura (IUCN) l'ha ufficialmente classificata come specie a rischio critico. Si ritiene che la specie si sia estinta in natura principalmente a causa di un'epidemia di Batrachochytrium dendrobatidis nel suo areale nativo. Nonostante gli sforzi di diverse squadre di conservazione, tutti i programmi di riproduzione in cattività sono falliti. L'ultima femmina conosciuta della specie è morta nel 2009. Le sopravvissero altri due individui, entrambi maschi. Il 17 febbraio 2012, uno dei due è stato soppresso allo zoo di Atlanta in Georgia a causa di problemi di salute. L'ultimo membro sopravvissuto conosciuto della specie, un maschio adulto di nome Toughie, risiedeva nell'Atlanta Botanical Garden fino alla sua morte, avvenuta il 26 settembre 2016.